# Новопетровский проезд
Новопетро́вский прое́зд (до 15 апреля 2013 года — проекти́руемый прое́зд № 995) — проезд в Северном административном округе города Москвы на территории Войковского района.

## История
Проезд получил современное название 15 апреля 2013 года, до переименования назывался проекти́руемый прое́зд № 995.

## Расположение
Новопетровский проезд проходит от Ленинградского шоссе на северо-восток параллельно путям и станции Братцево Малого кольца Московской железной дороги, не доходя до улицы Клары Цеткин, поворачивает на юго-восток, проходит пареллельно ей и затем примыкает к улице Клары Цеткин в месте примыкания к ней с северо-востока Фармацевтического проезда. Нумерация домов начинается от Ленинградского шоссе.

## Транспорт

### Наземный транспорт
По Новопетровскому проезду не проходят маршруты наземного общественного транспорта. У юго-западного конца проезда, на Ленинградском шоссе, расположена остановка «Станция „Балтийская“» автобусов 461, 621, т57, у северо-восточного, на улице Клары Цеткин, — остановка «Фабрика игрушек» автобусов 90, 621.

### Метро
- Станция метро «Войковская» Замоскворецкой линии — юго-западнее проезда, на площади Ганецкого на пересечении Ленинградского шоссе с 3-м Войковским проездом, улицей Зои и Александра Космодемьянских и 4-м Новоподмосковным переулком.

### Железнодорожный транспорт
- Станция МЦК «Балтийская» — юго-западнее проезда.